# Карасёв, Сергей Геннадьевич
Сергей Геннадьевич Карасёв (род. 12 июня 1979, Москва) — российский футбольный судья.

## Биография
Воспитанник ДЮСШ «Тимирязевец». Играл в турнире КФК за команду МГСУ. По профессии юрист. Начал свою судейскую карьеру в 1995 году. В 1999 году поступил на учёбу в Центр «Футбольный арбитр», который закончил в 2002 году. В 2000 году стал работать на матчах второго дивизиона в качестве ассистента судьи. В 2001 году стал обслуживать игры турнира дублирующих составов и второго дивизиона как главный судья. В 2004 году начал привлекаться на матчи первого дивизиона как ассистент судьи, а с 2006 года становится главным судьёй. С 2008 года главный судья Премьер-Лиги, дебютировав 6 апреля 2008 на матче «Крылья Советов» — «Луч-Энергия». С 2010 года судья ФИФА. С июня 2013 года входит в элитную категорию (Elite Development) судей УЕФА. В декабре 2014 года не был повышен в классе, вернувшись в первую категорию.
В мае 2014 года Карасёв получил назначение на Финал Кубка России по футболу 2014.
15 декабря 2015 года был назначен одним из 18 судей чемпионата Европы по футболу 2016 года во Франции.
24 декабря 2015 года судил матч чемпионата Саудовской Аравии между командами «Ан-Наср» и «Аль-Хиляль». Приехал по приглашению Говарда Уэбба, который в то время руководил судейским корпусом в Саудовской Аравии. За судейство матча получил гонорар около 150 000 рублей.
В сезоне 2015/2016 годов исполкомом РФС признан лучшим судьёй года чемпионата России.
15 и 18 июня судил матчи чемпионата Европы 2016 года Румыния — Швейцария и Исландия — Венгрия.
7 августа 2016 года отсудил один матч Олимпийских игр в Рио Япония — Колумбия.
Был в числе судей, обслуживавших чемпионат мира среди молодёжных команд в 2017 году. Судил матчи Вануату и Мексики, а также Уругвая и ЮАР.
29 марта 2018 года включён в список судей на матчи чемпионата мира 2018 года. Отсудил матч сборных Австралии и Перу.
3 мая 2018 года Карасёв отсудил полуфинальный матч Лиги Европы «Ред Булл» Зальцбург против «Марселя». В дополнительное время он ошибочно назначил угловой, после розыгрыша которого французская команда забила решающий в двухматчевом противостоянии гол.
21 апреля 2021 года был включён УЕФА в список арбитров чемпионата Европы 2020. Судил матчи группового этапа Италия—Швейцария и Германия—Венгрия, а также матч 1/8 финала Нидерланды—Чехия. На 54-й минуте последнего матча при счёте 0:0 после просмотра видеоповтора удалил с поля голландского защитника Маттейса де Лигта за фол последней надежды, а встреча завершилась победой чешской команды; специалисты и СМИ (в том числе нидерландские) признали удаление справедливым, но фанаты из Нидерландов обвинили арбитра в продажности. Также являлся резервным судьёй на играх Австрия—Северная Македония (групповой этап), Чехия—Дания (четвертьфинал) и Италия—Испания (полуфинал).
6 августа 2021 года назначен главным арбитром на матч Суперкубка УЕФА между «Челси» и «Вильярреалом». Встреча прошла в Белфасте 11 августа.

## Личная жизнь
Женат, трое детей.
Из музыкальных жанров предпочитает метал (любимая группа «Slayer»), из алкогольных напитков — виски. До 2005 года совмещал судейство с работой в банке, в котором получал 150 долларов в месяц.
Карасёва иногда называют «российским Коллиной» (во многом из-за характерного отсутствия причёски в связи с перенесённой в детстве алопецией).
23 февраля 2021 года Карасёв вместе с рок-группой Catharsis выступил на фестивале «Главная Metal-Ёлка страны».